# Kerberos Productions
Pour les articles homonymes, voir Kerberos.
Kerberos Productions est un studio de développement de jeux vidéo fondé en 2003 et basé à Vancouver.

## Ludographie
- 2006 : Sword of the Stars
- 2007 : Sword of the Stars: Born of Blood
- 2008 : Sword of the Stars: A Murder of Crows
- 2009 : Sword of the Stars: Argos Naval Yard
- 2009 : Fort Zombie
- 2011 : Sword of the Stars II: Lords of Winter
- 2013 : Sword of the Stars: The Pit
- NC : NorthStar